# 日本映画・テレビスクリプター協会
協同組合日本映画・テレビスクリプター協会（にほんえいがテレビスクリプターきょうかい）は、日本のスクリプターによる職能団体、協同組合である。

## 概要
スクリプターの地位向上と相互扶助をめざし、日本映画の伝統を伝承することを目的として設立。
英語表記はJapan society of script supervisors。47名の会員を擁する。
1992年4月12日に前身となる日本映画スクリプター協会が設立。1997年に法人化し、協同組合日本映画・テレビスクリプター協会と名称を変更する。

## 沿革
- 1992年4月12日、日本映画スクリプター協会設立
- 1997年10月9日、協同組合日本映画・テレビスクリプター協会となる